# 茂登山長市郎
茂登山 長市郎（もとやま ちょういちろう、1921年（大正10年）11月24日 - 2017年（平成29年）12月15日）は、日本の実業家。グッチ、エルメス、ロエベなどヨーロッパの一流ブランドを、いち早く日本に紹介したファッション業界の先駆者で、株式会社サンモトヤマを創業した。

## 経歴
1921年、東京で祖父が創業した高級ニット雑貨の卸問屋の三代目として生まれる。太平洋戦争に従軍中、中国・天津の租界で目にした欧米の数々の一流品の持つ“美”に感動。それが後の茂登山の生き方に大きな影響を及ぼす原点となった。
戦後、東京・有楽町で主にアメリカ製品を扱う商売からスタートし、1955年株式会社サンモトヤマを設立。
1957年、有楽町から日比谷・三信ビルへ移転。
ヨーロッパから帰国した著名な写真家、名取洋之助から「伝統ある美しいヨーロッパの文化を売れ」という忠告を受け、1959年初渡欧。各地の美術館、教会、ホテル等に見られる伝統文化や、美しいブランド品に衝撃を受け、ヨーロッパの一流品の販売を通じてその文化の落差を日本へ紹介するという理念を持つ。1962年フィレンツェにて“グッチ”と日本の総代理店の契約を結んだのは、そのひとつの結実であった。
1964年東京オリンピックの年に、銀座・並木通りにセレクトショップをオープン。グッチ、エルメス、ロエベ、バカラ、ラリック、パテックフィリップ、ピアジェ等々、ヨーロッパのブランドを扱う専門店として注目を浴びる。
1967年、軽井沢にアウトレットショップを、1972年に大阪梅田・阪急17番街に大阪店をそれぞれオープンする。1988年からはイタリア・エトロのブランドを国内外で販売した。
1990年6月3日、イタリア・フィレンツェのサンタ・マリア・デル・フィオーレ教会の正面サン・ジョバンニ洗礼堂の東側扉、ロレンツォ・ギベルティ作のルネサンス時代の傑作「天国への扉」（ミケランジェロ命名）のレプリカを、博物館に収納されたオリジナルに代わって教会に寄贈した。
2000年、「東洋と西洋の文化の融合」をテーマに、インド、タイ、インドネシア、韓国などアジア発信のブランドを数多く集めた“オリエンタルブティック”を本店と大阪店にオープンする。
2005年創業50周年を機に、集英社より『江戸っ子長さんの舶来屋一代記』を出版する。2008年5月 - 12月に作家の幸田真音が茂登山をモデルとした小説「舶来屋」を産経新聞で連載した（2009年7月に単行本刊行）。
長年、ブランドビジネスに深く関わり、イタリア文化を日本に紹介してきた活動が評価され、イタリア政府より1986年に「カヴァリエーレ勲章」を、2006年には、さらに1クラス上の功労勲章「ウッフィチャーレ賞」を授与される。その間、1993年イタリア貿易振興会から「モーダ メイド イン イタリー賞」を、2004年イタリアの高級ブランド49社からなるアルタガンマ財団より、個人として名誉アソシエイトを、会社として名誉メンバーのタイトルを授与された。
2010年6月、イタリア・フィレンツェより文化活動を支援する実業家に贈られる｢アカデミア・インターナショナル・レ・ミューゼ｣から「アポロ賞」を、同時にフィレンツェ市が外国人に贈る最高の栄誉「フィレンツェ市の鍵」を日本人で初めて受賞。
日本でも2006年に、FEC（日本ファッションエディターズクラブ）より、日本における海外ブランドブームに先鞭をつけた先駆者としてFEC功労賞が贈られた。
2017年12月15日、永眠。翌年、繊研新聞社が制定する、第40回繊研賞特別賞を追贈される。

## 人物
長野県軽井沢町の万平ホテル裏手にある「幸福の谷（Happy Valley）」に別荘を所有し、避暑滞在を通じて軽井沢のサロン文化に貢献した。日本で西欧のリゾート文化を体現する場所として、以前から外国人が避暑を楽しんでいた軽井沢であるが、茂登山が1967年から旧軽井沢銀座に夏季限定で採算が合わなかったにもかかわらず支店をオープンし続けていたのは、軽井沢に対して「ヨーロッパのリゾート地のようになってほしい」という強い思いがあったからであった。支店の2階には歴代首相陣とその家族たちなどのために名店「マキシム・ド・パリ」のラウンジを開設し、開催に貢献した「軽井沢セレブリティ・テニス・トーナメント」には、寬仁親王、島津貴子、細川護煕、盛田昭夫、尾上菊五郎、各国大使館員等々の著名人が参加した。

## 著書
- 茂登山長市郎『江戸っ子長さんの舶来屋一代記』集英社〈集英社新書〉、2005年。ISBN 4-08-720302-6。

## 伝記
- 上前淳一郎『舶来屋一代 はんどばっぐにほれたおとこ』文藝春秋, 1983